# Benzo di Alessandria
Benzo di Alessandria (Benzo Alessandrino) (Alessandria, 1250 circa – 1329 circa) è stato un umanista e notaio italiano.

## Biografia
Appartenente alla cerchia culturale del padovano Albertino Mussato, partecipò all'attività di recupero dei testi dei grandi autori latini che stava diffondendosi sul finire del XIII secolo. 

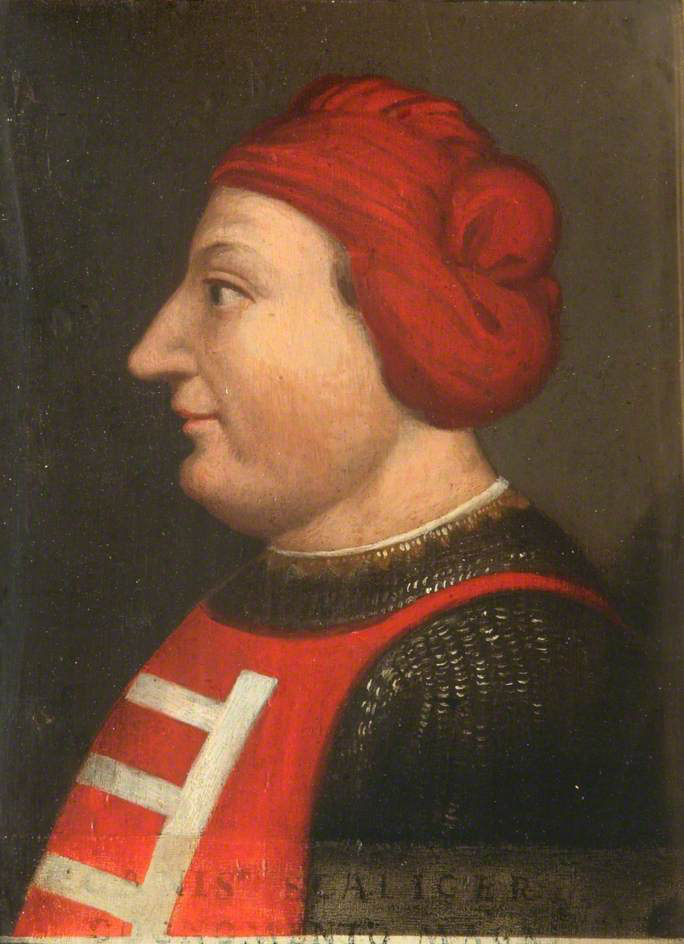
Cangrande I della Scala, signore di Verona

Fu notaio e cancelliere degli Scaligeri, signori di Verona. Tra i suoi atti si ricorda l'investitura del castello di Vighizzolo da parte di Cangrande I della Scala all'amico Spinetta Malaspina, quando nel 1317 fu costretto ad abbandonare i suoi feudi in Lunigiana rifugiandosi a Verona.
In qualità di procuratore di Mastino II e di Alberto II della Scala, firmò la tregua tra Roberto d'Angiò e Giovanni I di Boemia nella Chiesa di Sant'Andrea a Sandrà.

## Opera letteraria
- Chronicon.[2]